# To, co może przyjść
To, co może przyjść - singiel Kasi Kowalskiej promujący edycję specjalną albumu Pełna obaw. Autorem słów do piosenki jest sama artystka, natomiast muzyki Ryszard Sygitowicz.

## Lista utworów
- "To, co może przyjść" (album version) //4:06

## Listy przebojów
| Notowania                          | pozycja |
| ---------------------------------- | ------- |
| Lista Przebojów Programu Trzeciego | 39      |
| Szczecińska Lista Przebojów        | 38      |